# Нерпеде
Нерпеде (нидерл. Neerpede) — живописная сельская местность на крайнем западе брюссельской коммуны Андерлехт. Является крайним восточным и единственным сохранившимся участком так называемого Пайоттенланда на территории столицы. Большую часть этой области занимают коммуны Фламандского Брабанта.  Нерпеде является частью равнины Педе и занимает около четверти общей площади Андерлехта (около 4,4 км²) и её зелёная площадь постоянно сокращается из-за расширения жилой застройки в р-не, населением которого перешагнуло 100-тыс. рубеж. Ранее живописность Неерпеде вдохновляла Эразма и Брюгеля, а ныне это излюбленное место для прогулок и велотуризма брюссельцев. В Нерпеде также сохранились остатки некогда активной сельскохозяйственной деятельности, инфраструктура которой была постепенно выкуплена и адаптирована к нуждам многочисленных спортивных обществ и регби-клубов. Для защиты остатков Неерпеде от дальнейшего негативного воздействия урбанизации создано сообщество защиты Нерпеде 